# Hydrocharis
Genre
Classification phylogénétique
Hydrocharis est un genre de plantes aquatiques de la famille des Hydrocharitaceae.

## Description
Petite plante flottant dans les eaux calmes, généralement au bord des cours d'eau. Totalement glabre. Le long des stolons se développent des touffes de feuilles. Les racines, flottant entre deux eaux ou légèrement enfouies dans un substrat meuble, sont pourvues de longs poils. Les feuilles sont réniformes ou cordiformes. Elles sont de couleur vert clair à bronze. Leur pétiole est très long. Ce sont des feuilles entières évoquant de petits nénuphars.
Les fleurs sont unisexuées, à trois pétales blancs avec une petite tache jaune à la base. Les fleurs mâles, à 12 étamines, peuvent être seules ou regroupées jusqu'à 4 en petites inflorescences. Les fleurs femelles, à 6 styles ramifiés en 2, sont solitaires.
Le nom générique Hydrocharis dérive du grec « hydôr » (eau) et « charis » (grâce) : ornement des eaux.
L'espèce la plus répandue est Hydrocharis morsus-ranae (Hydrocharis des grenouilles) ou grenouillette ou morène. Elle est protégée par l’arrêté ministériel du 4 décembre 1990 pour la région Rhône-Alpes.

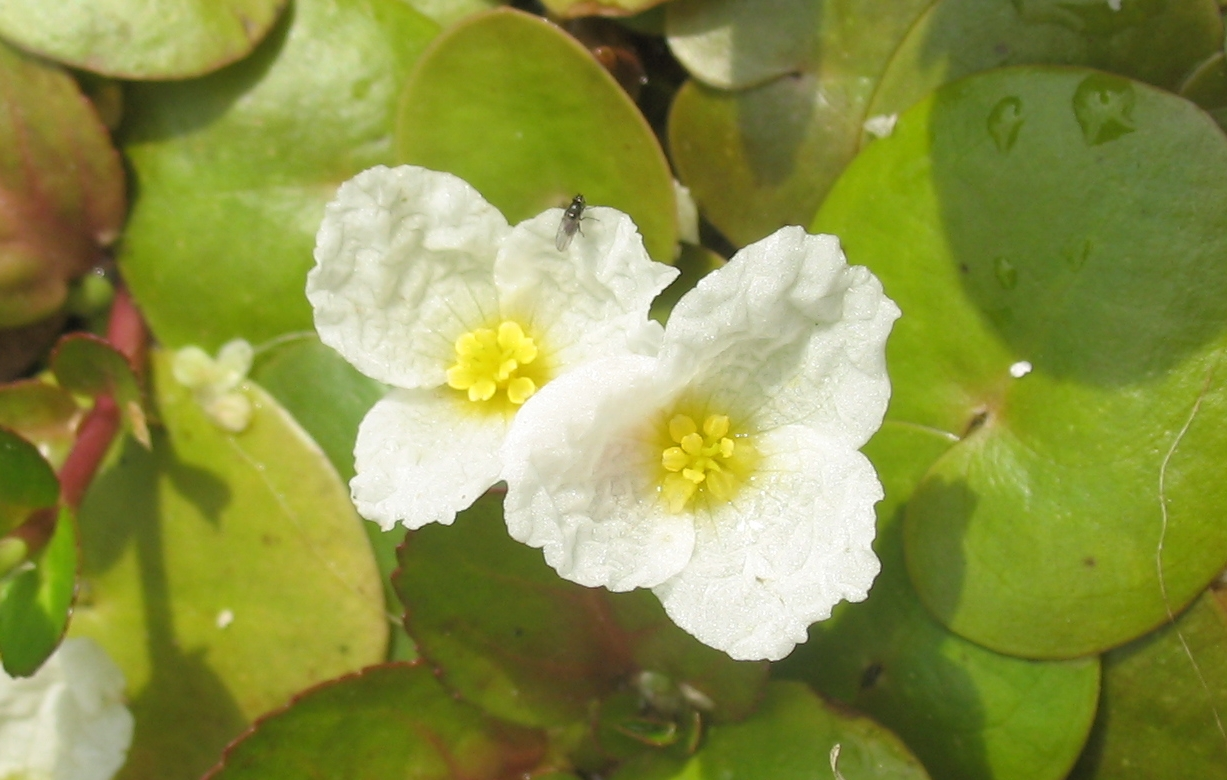
Inflorescence de fleurs mâles

## Liste d'espèces
Selon World Checklist of Selected Plant Families (WCSP) (15 oct. 2012) :
- Hydrocharis chevalieri (De Wild.) Dandy (1932)
- Hydrocharis dubia (Blume) Backer (1925)
- Hydrocharis morsus-ranae L. (1753)